# Rasto de condensação

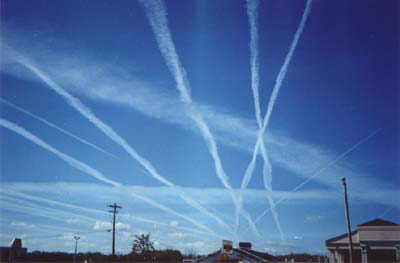
Rastos de condensação formados por aeronaves de grande porte

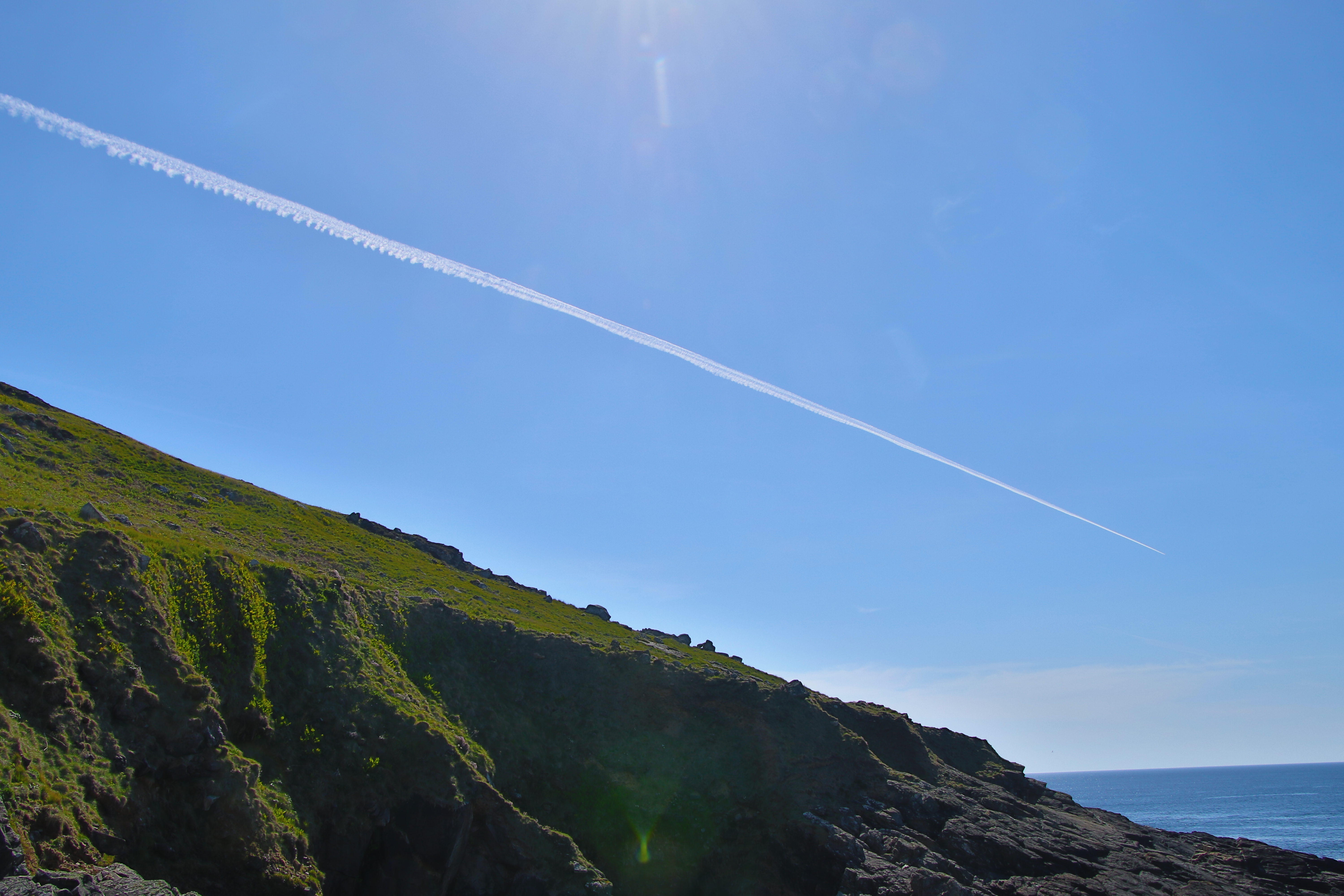
Esteira de avião

Rasto de condensação, esteira de condensação ou trilha de condensação (em inglês: Contrail) são nuvens lineares  formadas pela condensação dos gases de exaustão dos motores das aeronaves a elevadas altitudes.
Gotículas de água resfriadas (-35°C) estão em suspensão no nível de voo do avião. O calor de exaustão causado pelos motores das aeronaves pode alcançar mais de 500°C e ao chocar-se com as gotículas resfriadas na atmosfera, condensam-nas formando vapor de água, formando nuvens chamadas stratus quando mais baixa, ou cirrus quando em altitude elevada. Podem gerar-se também nos vértices das asas. Acontece com a grande maioria dos aviões equipados com Motores a reação, comerciais ou de guerra.